# Sparta Pils
Sparta Pils is een Belgisch biermerk. Het wordt gebrouwen door Brouwerij Van Steenberge te Ertvelde, een deelgemeente van Evergem.
Sparta Pils is een blonde pils met een alcoholpercentage van 5% en een densiteit van 12° Plato.

Een verschil met de meeste andere pilsbieren is dat Sparta Pils niet gepasteuriseerd wordt. Door het niet pasteuriseren zou de smaak beter behouden blijven, maar de houdbaarheid ingekort.

## Etiketbieren
Deze pils wordt ook onder de naam Steenberge Premium Pilsener in Nederland op de markt gebracht door Multi Bier Asten BV.